# Майтубек (Павлодарская область)
Майтубек (каз. Майтүбек, до 1994 г. — Жанатурмыс) — село в Майском районе Павлодарской области Казахстана. Административный центр и единственный населённый пункт Майтубекского сельского округа. Код КАТО — 555649100.

## Население
В 1999 году население села составляло 1092 человека (541 мужчина и 551 женщина). По данным переписи 2009 года, в селе проживало 635 человек (311 мужчин и 324 женщины).